# Chuanjiesaurus
Genre
Espèce
Chuanjiesaurus est un genre éteint de dinosaures sauropodes du Jurassique retrouvé en Chine. L'espèce type, Chuanjiesaurus ananensis, a été décrite par Fang, Pang, Lü, Zhang, Pan, Wang, Li et Cheng en 2000. Les fossiles ont été retrouvés dans la formation géologique du Chuanjie (en), dans le village de Chuanjie, au Yunnan.